# Anus

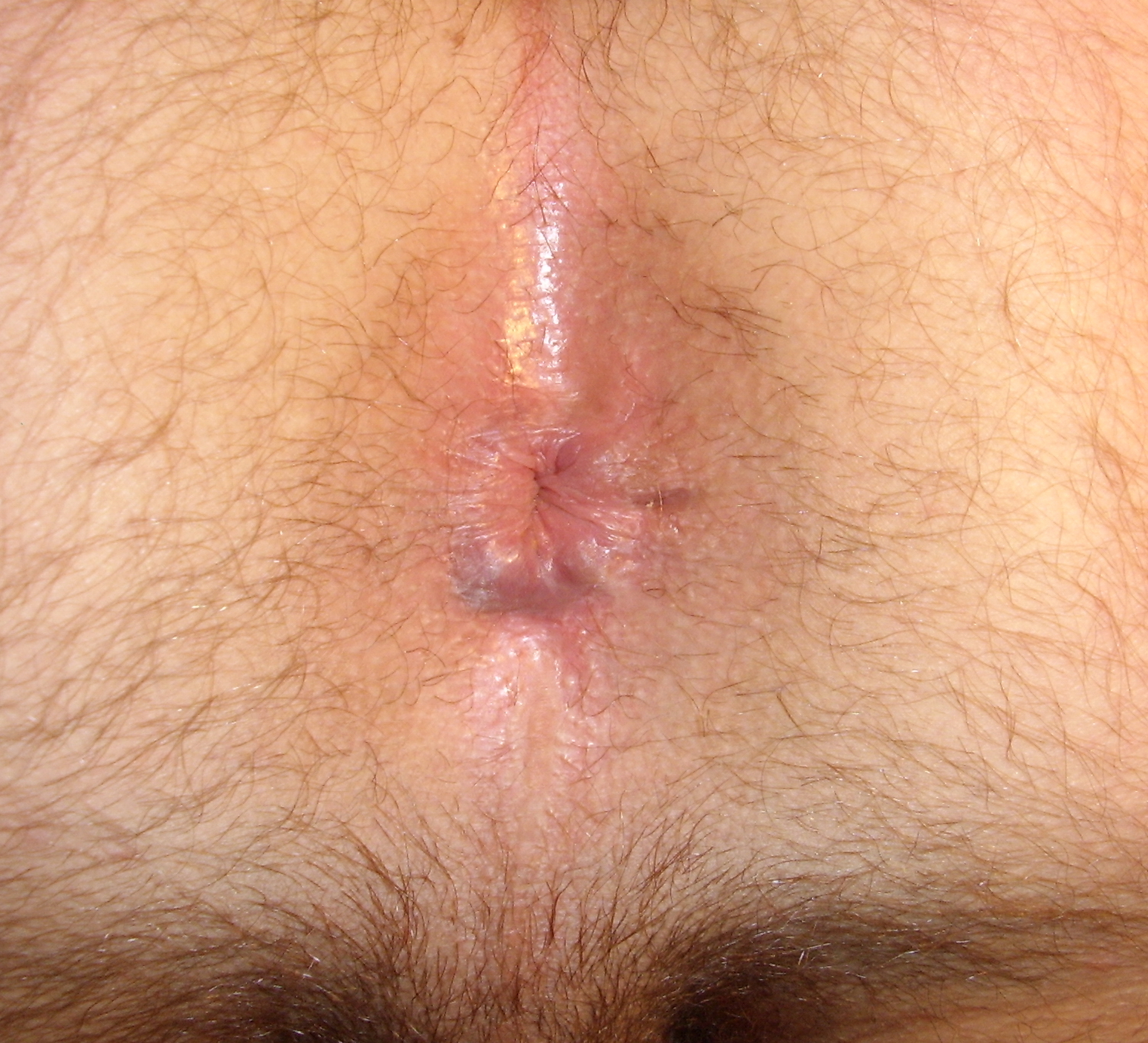
Anus eines Mannes – am Damm schwach sichtbar die Raphe perinei, unten im Bild die Unterseite des Penis hinter dem Hodensack

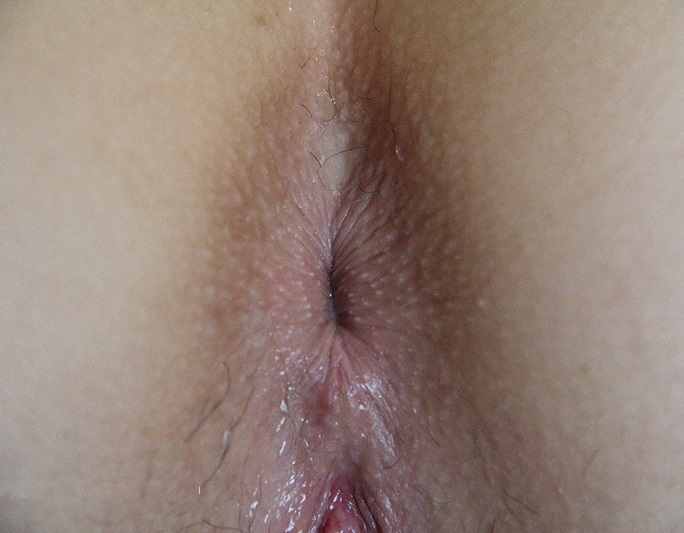
Anus einer Frau – am Damm gering ausgeprägt die Raphe perinei, unten im Bild die Vulva

Der Anus (lateinisch anus ‚(Fuß)ring‘, altgriechisch πρωκτός prōktós), deutsch After (mittelhochdeutsch after, althochdeutsch aftero, eigentlich „Hinterer“; substantiviert von „hinter, nachfolgend“), umgangssprachlich auch das Poloch, die Rosette oder Poperze genannt, ist die Austrittsöffnung des Darmkanals von Menschen sowie vielzelliger Tiere. Durch den Anus verlässt der Kot den Darm.

## Entstehung des Anus

Schematische Darstellung der Darmbildung bei Ur- und Neumündern

Der Anus entstand evolutiv gemeinsam mit dem Darm als dessen Austrittsöffnung und trat erstmals bei den Bilateria auf, die aus drei Keimblättern bestehen. Im Gegensatz dazu besitzen phylogenetisch ursprünglichere Organismen wie etwa die Nesseltiere (Cnidaria) und die Rippenquallen (Ctenophora) zwar einen Gastralraum mit einer Mundöffnung, jedoch keinen von dieser getrennten After. Durch den Anus wird dabei ein gerichteter Nahrungstransport ermöglicht, bei dem unverdauliche Nahrungsreste getrennt von der Mundöffnung ausgeschieden werden können. Innerhalb der Bilateria besitzen nur sehr wenige Gruppen keinen After, etwa die Plattwürmer (Plathelminthes) und die Kiefermündchen (Gnathostomulida).
Gebildet wird der Anus anders als der Darm nicht vom Entoderm, das mit der Einstülpung eines Urmundes (Blastoporus) in die Blastula eine so genannte Gastrula bildet, sondern durch das Ektoderm. Die bei der Gastrulation entstehende Höhle (Blastocoel) entwickelt sich zum Darm, der am anderen Körperende eine weitere Öffnung bildet, die ektodermal ausgekleidet wird. Auf diese Weise entsteht ein Darmkanal mit einer Eintritts- und einer Austrittsöffnung, die zum späteren Mund und After werden. Dabei wird bei den Urmündern (Protostomia) der Urmund zum endgültigen Mund und der Durchbruch zum After. Die konkrete Bildung des Darms kann dabei sehr unterschiedlich verlaufen, bei den Ringelwürmern (Annelida) entsteht der Blastoporus als schlitzartige Einstülpung, die bauchseitig geschlossen wird und aus dem damit ohne neuen Durchbruch die Mund- und die Afteröffnung hervorgehen.
Bei den Neumündern (Deuterostomia), zu denen auch die Wirbeltiere und damit auch der Mensch gehört, wird dagegen der Urmund zum späteren After und der sekundäre Durchbruch an der Vorderseite des Embryo zur Mundöffnung.

## Genereller Aufbau
Der Anus stellt in seiner einfachsten Form eine einfache Öffnung des Darmes nach außen dar, durch den der unverdaubare Nahrungsrest diesen verlassen kann. In der Regel ist er von Muskulatur umgeben, die die Darmperistaltik fortsetzt und so den Kot hinausbefördert. Bei Wirbeltieren befinden sich am Darmausgang zudem Schließmuskel, durch die die Darmentleerung kontrolliert stattfinden kann.
Bei zahlreichen wirbellosen Tieren und deren Larven erfüllt der Anus neben der Darmentleerung weitere Aufgaben. So befindet sich etwa im After der Großlibellenlarven ein stark durchblutetes Gewebe, das der Darmatmung dient. Bei Insekten ist der Analbereich von einem chitingen Endring, dem Periprokt, sowie den Analklappen bestehend aus einem unpaaren Epiprokt und den paarigen Paraprokten umgeben.
In der Analgegend vieler Säugetierarten sind Analdrüsen ausgebildet. Bei den Amphibien, den zu den Reptilien zusammengefassten und den Vögeln existiert mit der Kloake ein gemeinsamer Körperausgang für die Verdauungs-, Geschlechts- und Exkretionsorgane. Es handelt sich um einen Abschnitt des Enddarms, in den die Ausführgänge der Geschlechtsorgane (Gonodukte) und die Harnleiter münden, deren Produkte (Spermien und Eizellen) und Exkrete wie die Exkremente über den Anus abgegeben werden.

## Anus der Säugetiere

### Aufbau

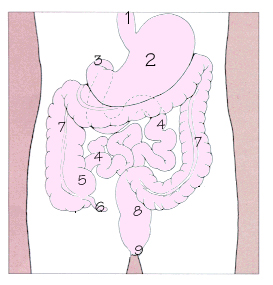
Übersicht über den menschlichen Magen-Darm-Kanal:
1 = Speiseröhre, 2 = Magen, 3 = Zwölffingerdarm, 4 = Dünndarm, 5 = Blinddarm, 6 = Appendix, 7 = Grimmdarm, 8 = Mastdarm, 9 = Anus – Musculus sphincter internum und Musculus sphincter externum

Der Analkanal (Canalis analis) geht an der Junctio anorectalis (Syn. Linea anorectalis) aus dem Mastdarm hervor. Er kann in drei Abschnitte untergliedert werden, die durch einen allmählichen Übergang von der Schleimhaut des Darmes zur äußeren Haut gekennzeichnet sind:
- Zona columnalis: mit Längsfalten (Columnae anales) und dazwischen liegenden Einsenkungen (Analkrypten) mit den Mündungen der Proktodealdrüsen (Glandulae anales)
- Zona intermedia: mit einem mehrschichtigen Plattenepithel
- Zona cutanea: mit verhorntem mehrschichtigen Plattenepithel, Schweiß- und Talgdrüsen sowie Haaren.

Die Linea dentata markiert die Grenze zwischen dem Plattenepithel des Analkanals und dem Epithel des Rektums.

Lage des Anus
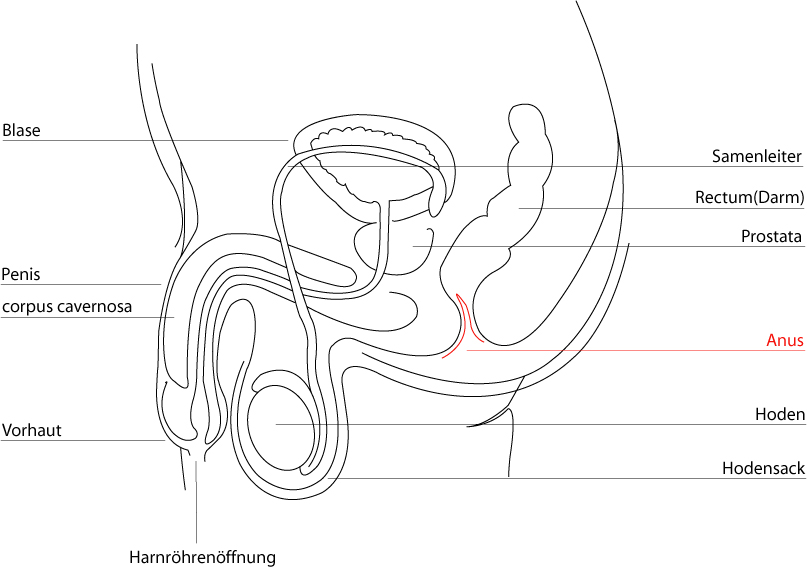
Lage des Anus bei einem Mann
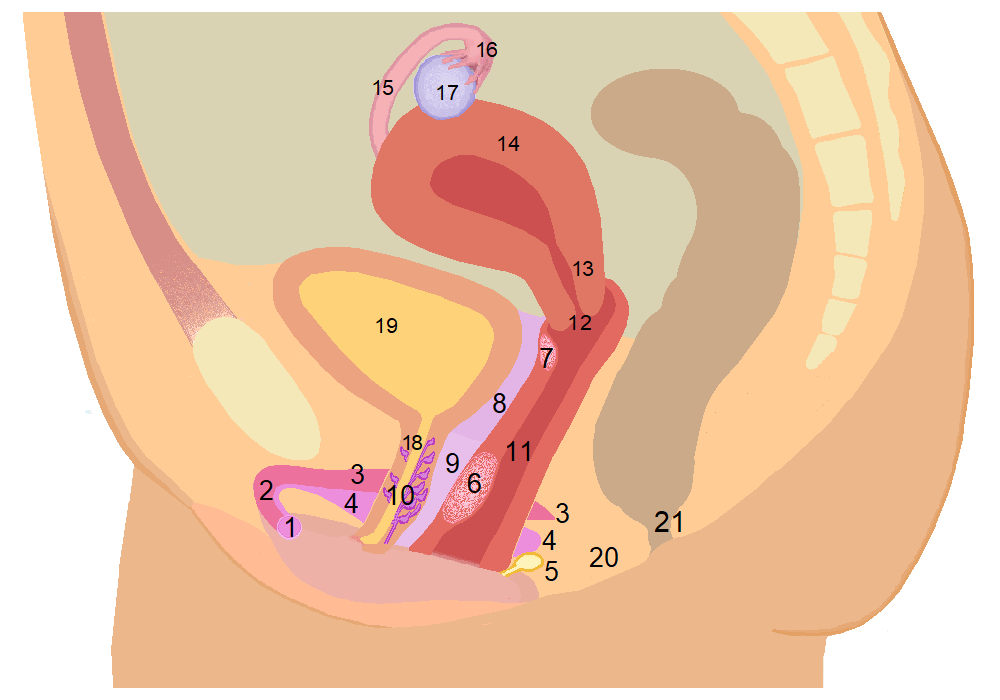
Lage des Anus (21) bei einer Frau

Schematische Darstellung des Kontinenzorgans eines gesunden Mannes mit geöffnetem Schließmuskel

Um die Öffnung des Anus sind unter der Haut bzw. Schleimhaut zwei Schließmuskeln angeordnet, die gemeinsam mit weiteren Strukturen des Enddarms das Kontinenzorgan bilden:
- Musculus sphincter ani internus (innerer Afterschließmuskel): Er stellt eine Verstärkung der glatten Muskulatur der Darmwand dar.
- Musculus sphincter ani externus (äußerer Afterschließmuskel): Er besteht aus quergestreifter Muskulatur, ist also willkürlich beeinflussbar.

### Innervation
Die Peristaltik des Analkanals wird über parasympathische Nervenfasern aus dem Kreuzabschnitt des Rückenmarks (Nervi pelvini) angeregt. Diese bewirken auch eine Erschlaffung des inneren Afterschließmuskels. Im Zusammenspiel mit den Bauchmuskeln (Bauchpresse) führt dies über den Defäkationsreflex zu einer Entleerung des Mastdarms (Kotabsatz, Defäkation). Dabei schiebt sich die Kotsäule aus dem Darm. Wenn die Bauchmuskulatur zur Ausscheidung nicht verwendet wird, dauert die Defäkation länger.
Die sympathischen Nervenfasern des Nervus hypogastricus reduzieren die Peristaltik und erhöhen den Tonus des inneren Afterschließmuskels. Dadurch wird die Stuhlverhaltung (Continentia alvi) ermöglicht. Durch willkürliche Beeinflussung des äußeren Afterschließmuskels kann der Kotabsatz unterdrückt werden. Er wird durch den Nervus pudendus (bzw. dessen Nervus rectalis caudalis) innerviert.
Die sensible Innervation des Afters erfolgt über die Nervi anococcygei und den Nervus perinealis superficialis („oberflächlicher Dammnerv“) des Nervus pudendus. Da am After eine Vielzahl von Nervenendigungen liegen, ist er sehr empfindsam und wird auch als erogene Zone betrachtet, insbesondere der Musculus sphincter ani externus und die sich davon absetzende Dammmuskulatur (siehe auch Analreflex, Analverkehr).

### Untersuchung und Erkrankungen des Anus
Der Anus und Enddarm werden vom Proktologen untersucht und behandelt:
- Äußere Inspektion
- Rektal-digitale Untersuchung (als eine der wichtigsten und kostengünstigsten Methoden)
- Proktoskopie als eine sogenannte „Spiegelung“ des Enddarms mit einem besonderen Endoskop oder einem starren Proktoskop; eventuell erweiterte Untersuchung als Rektoskopie oder Rektosigmoidoskopie
- Endosonographie
- Manometrie
- Defäkogramm

Dabei kann der Anus verschiedene Fehlbildungen und Erkrankungen aufweisen, etwa
- Atresia ani, eine angeborene Fehlbildung mit verschlossenem Anus (infolge fehlender Öffnung der Analmembran)
- Analekzem, akute oder chronische Intertrigo im Analbereich
- Analfissur, schmerzhafter Einriss der Haut im Analkanal
- Analfistel, meist als Folge von Entzündungen
- Analkarzinom, eine Krebserkrankung mit oft frühzeitiger Metastasierung
- Analpolyp, krankhaft vergrößerte Analpapille
- Analprolaps, ein Vorfall der Analschleimhaut
- Dammriss, Einreißen des Gewebes zwischen After und Scheide bzw. Hodensack. In schweren Fällen (DR III°) kann auch der Afterschließmuskel reißen.
- Hämorrhoidalleiden, eine knotenförmige Erweiterung des Corpus plexus cavernosum
- Kryptitis, Entzündung der Drüsenkrypten des Analkanals
- perianaler Abszess, ein Abszess im Bereich oder der Umgebung des Anus
- Periproktitis, Entzündung des Gewebes nahe, aber außerhalb des von Schleimhaut ausgekleideten Lumens des Rektums.
- Perianalvenenthrombosen
- Pruritus ani, ein Juckreiz im Analbereich infolge unterschiedlicher Erkrankungen
- Proctalgia fugax, anfallsweise auftretende, krampfartige Schmerzen des inneren Schließmuskels

Auch Fremdkörper in Anus und Rektum können auftreten.
Ein operativ künstlich angelegter Anus wird als Anus praeter (verkürzend für Anus praeternaturalis, lat. für „Darmausgang vor dem natürlichen Ende“) bezeichnet.

## Sexualität
In der Sexualität wird mit dem Anus Analverkehr verbunden.